# Hyvinkää
Hyvinkää este o comună din Finlanda.